# Álvarez Rabo
Álvarez Rabo (Monforte de Lemos, 1960) è un fumettista spagnolo.
È un umorista scatologico e politicamente scorretto.
Alle donne non piace scopare fu quasi censurato in Italia ed in Portogallo.

## Opere
- Sesso: Istruzioni per l'abuso (Topolín Edizioni, 1998)
- Alle donne non piace scopare (Ezten Kultur Taldea, 1997)